# أندرو شيرمان
أندرو شيرمان (بالإنجليزية: Andrew Sherman)‏ هو محامي أمريكي، ولد في 5 سبتمبر 1961.